# Cándida Arias
Cándida Estefany Arias Pérez (Yaguate, 11 marzo 1992) è una pallavolista dominicana, nel ruolo di centrale.

## Carriera

### Club
La carriera di Cándida Arias inizia nei tornei amatoriali dominicani, ai quali partecipa con diversi club, ossia il San Cristóbal, il Santo Domingo e il Madre Vieja. Fa la sua prima esperienza a livello professionistico nel 2010, quando col Mirador prende parte al campionato mondiale per club.
Nella stagione 2011-12 approda per la prima volta all'estero, ingaggiata dal San Martín, con il quale partecipa alla Liga Nacional Superior de Voleibol Femenino, venendo premiata come miglior muro del torneo: dopo un biennio in Perù, nel campionato 2013-14 è di scena nella divisione cadetta russa, dove difende i colori del Primoročka. Torna quindi in forza al Mirador per il campionato mondiale per club 2015, dopo il quale approda nel gennaio 2016 alla Savino Del Bene, nella Serie A1 italiana, dove disputa la seconda parte dell'annata 2015-16.
Torna in seguito attiva a livello di club con il Caribeñas, compagine impegnata nella neonata Liga de Voleibol Superior: conquista lo scudetto al termine della prima edizione e raggiunge le finali scudetto nel corso della seconda, dopo la quale rimane lontana dai campi da gioco per poter recuperare da alcuni infortuni.

### Nazionale
Fa parte delle selezioni giovanili dominicane e con l'under 18 partecipa al campionato mondiale 2009; mentre con l'under 20 partecipa al campionato mondiale 2007, 2009 (dove vince la medaglia d'argento) e 2011, oltre a vincere l'argento al 
campionato nordamericano 2010 e alla Coppa panamericana 2011, insignita anche del premio come miglior muro in quest'ultimo torneo. Gioca anche per l'under 23, con la quale vince la medaglia d'oro alla Coppa panamericana 2012, venendo premiata come miglior muro e centrando la qualificazione al campionato mondiale 2013, nel quale conquista l'argento.
Nel 2009 fa il suo debutto in nazionale maggiore in occasione della Final Four Cup, dove vince la medaglia di bronzo, e sempre nello stesso anno centra la vittoria dell'oro al campionato nordamericano e del bronzo alla Grand Champions Cup. L'anno seguente conquista invece due ori, rispettivamente alla Coppa panamericana e alla Final Four Cup, mentre successivamente si aggiudica l'argento al campionato nordamericano 2011, bissato poi nell'edizione 2013 del torneo, e ancora alla Coppa panamericana 2013; partecipa inoltre ai Giochi della XXX Olimpiade.
In seguito vince l'oro alla Coppa panamericana 2015, dove vince anche il premio di miglior centrale, ai XXII Giochi centramericani e caraibici e alla NORCECA Champions Cup 2015, prima di aggiudicarsi la medaglia d'argento alla Coppa panamericana 2019; sempre nel 2019 vince l'argento alla NORCECA Champions Cup e poi la vittoria di altri due ori, rispettivamente ai XVIII Giochi panamericani e al campionato nordamericano. Dopo aver recuperato da alcuni infortuni, rientra in nazionale nel 2022, aggiudicandosi l'oro prima alla Coppa panamericana e poi alla NORCECA Final Six, dove si mette in mostra come miglior centrale del torneo. Un anno dopo vince l'oro ai XXIV Giochi centramericani e caraibici, seguito da un argento alla NORCECA Final Six e un altro oro al campionato nordamericano e ai XIX Giochi panamericani.
Nel 2024 torna a conquistare l'oro alla NORCECA Final Six, partecipando poi ai Giochi della XXXIII Olimpiade e ricevendo il premio come miglior centrale Coppa panamericana.

## Palmarès

### Club
- Campionato dominicano: 1

2018

### Nazionale (competizioni minori)
- Campionato mondiale under 20 2009
- Campionato nordamericano under 20 2010
- Coppa panamericana under 20 2011
- Coppa panamericana under 23 2012
- Campionato mondiale under 23 2013
- Final Four Cup 2009
- Coppa panamericana 2010
- Final Four Cup 2010
- Montreux Volley Masters 2013
- Coppa panamericana 2013
- Coppa panamericana 2014
- Giochi centramericani e caraibici 2014
- NORCECA Champions Cup 2015
- Coppa panamericana 2018
- Giochi centramericani e caraibici 2018
- Coppa panamericana 2019
- Giochi panamericani 2019
- NORCECA Champions Cup 2019
- Coppa panamericana 2022
- NORCECA Final Six 2022
- Giochi centramericani e caraibici 2023
- NORCECA Final Six 2023
- Giochi panamericani 2023
- NORCECA Final Six 2024

### Premi individuali
- 2011 - Coppa panamericana under 20: Miglior muro
- 2012 - Liga Nacional Superior de Voleibol Femenino: Miglior muro
- 2013 - Coppa panamericana under 23: Miglior muro
- 2014 - Coppa panamericana: Miglior centrale
- 2022 - NORCECA Final Six: Miglior centrale
- 2024 - Coppa panamericana: Miglior centrale